# Ahmed Bey
Ne doit pas être confondu avec Ahmed Ier Bey.
Ahmed Ben Mohamed Chérif, aussi connu sous le nom d'Ahmed Bey ou Hadj Ahmed Bey (en arabe : الحاج أحمد باي), né en 1786, à Constantine, et mort le 30 août 1851, à Alger, est le dernier bey de Constantine dans la régence d'Alger, de 1826 à 1848. Il est le successeur de Mohamed Menamenni Bey ben Khan.
Durant son règne au Constantinois, il est connu pour avoir dirigé, avec la population locale, une résistance farouche contre l'expansion française en Algérie.
Sa résistance à l'occupation française a inspiré les nationalistes et révolutionnaires algériens.

## Biographie

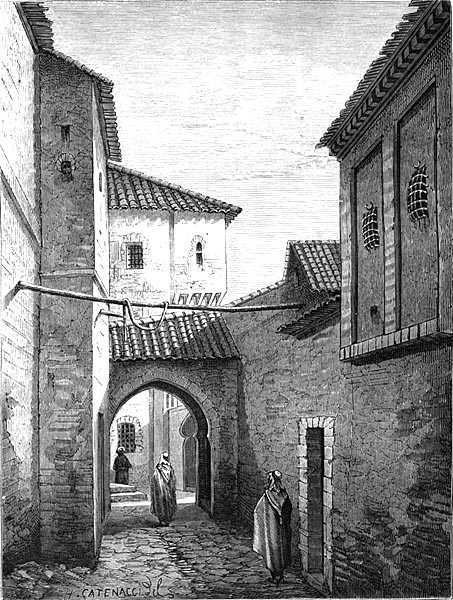
Dar oum noun, lieu de naissance d'Ahmed Bey.

### Origines
Ahmed est le fils de Mohamed Chérif, un Kouloughli ayant occupé de hautes fonctions dans le beylik de l'Est et de El Hadja Rékia, fille de Ben Ganah, originaire de petite Kabylie[réf. à confirmer].
Son grand-père paternel est le bey Ahmed El Kolli, qui règne à Constantine de 1756 à 1771.

### Débuts
Ahmed reçoit une éducation assez variée. En 1805, alors qu'il est âgé de 18 ans, Abdallah Bey lui concède le titre de Caïd (chef) des tribus Haraktas avec pour titre Caid el Aouassi (titre honorifique et notable), pour ses qualités de cavalier et son courage. Il a sous ses ordres, un corps de cavalerie de 300 hommes, appelés Derras, et plusieurs agents qui l'aident dans l'exercice de ses fonctions.
À l'assassinat d'Abdallah Bey, Ahmed se démet de ses fonctions et se retire de la province, jusque l'arrivée de Naaman Bey, qui le renomme Caid el Aouassi. Naaman, assassiné à son tour, est remplacé par Tchikar Bey, qui épouse une tante d'Ahmed. Sous ce bey, et pendant deux ans encore, Ahmed continue ses fonctions de Caid el Aouassi.
Il entreprend son pèlerinage à La Mecque qui dure 15 mois, il rencontre en Égypte plusieurs personnages célèbres, notamment Méhémet Ali, son fils Ibrahim Pacha et Toussoun Pacha. Il apprend la mort de plusieurs membres de sa famille, et s’empresse de retourner dans sa province.
En 1818, grâce à l’appui de Hussein Dey, il est élevé au grade de khalifa (officier) du bey Ahmed El Mamelouk - il conserve cette fonction à l’avènement des beys suivants : Mohamed El Mili, et Braham El Gharbi - et l'année suivante, il est chargé de porter à Alger le tribut du bey.
Devenu un personnage important dans le Beylik, Ahmed en vient à gérer les affaires au lieu et place de son bey. Cela lui vaut des jalousies, et des inimitiés. Menacé de mort, il quitte Constantine, pour se réfugier à Alger. Il est remplacé dans sa fonction par Mahmoud, fils de Tchaker Bey, qui deviendra l’un de ses plus farouches ennemis. Entre 1819 et 1826, Ahmed s’installe à Alger, bénéficiant de la protection du dey Hussein.
Le 2 mars 1825, a lieu un tremblement de terre dans la région de Blida, la ville et sa population est totalement détruite ; sur une population de 15 000 habitants, 800 échappent au désastre.
Le dey l'envoie à Houna el Kadous, aux environs d'Alger, et lui donne la jouissance de l'haouch Ouled Baba. En cette période, Ahmed Bey se livre à ses passions, comme l'agriculture, la chasse et l'élevage des chevaux, tout en prenant part aux expéditions qui ont lieu de temps à autre contre les tribus des environs. À deux reprises, il sauva l'armée du Dey qui s'était maladroitement engagée en Kabylie, chez les Aït Menad, puis chez les Aït Djennad.
Ces deux actions lui concilient l'affection du dey, qui, pense à lui pour le remplacement du bey en place, Hamza, dont il est mécontent.

### Bey de Constantine (1826-1837)

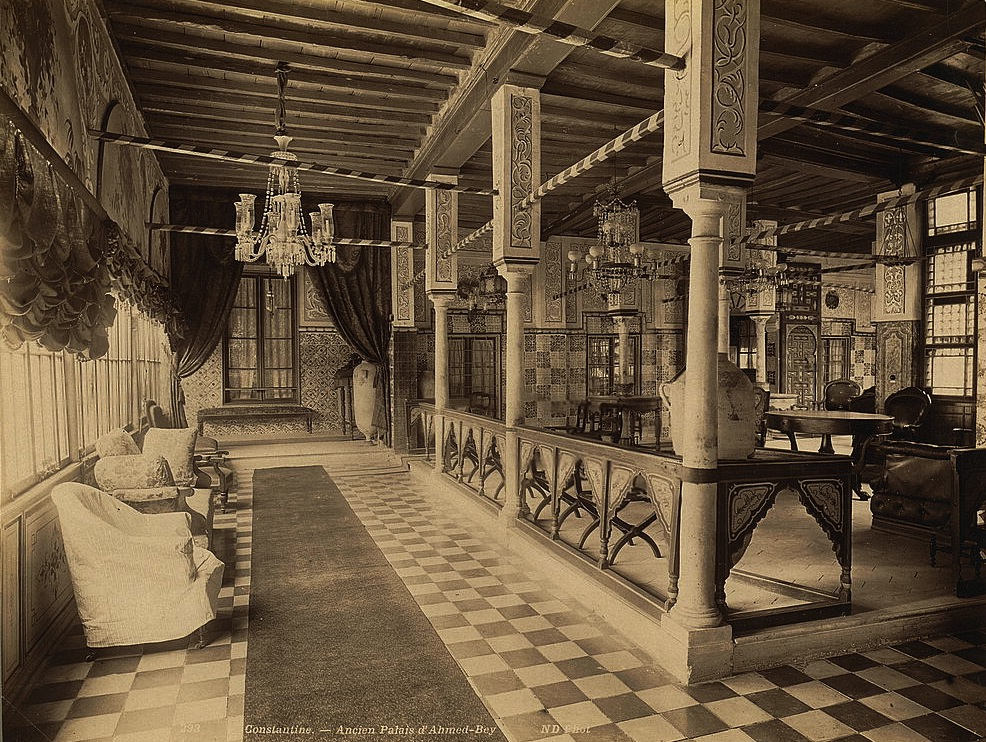
Le Palais d'Ahmed Bey, à Constantine.

En août 1826, Ahmed est nommé bey de Constantine, puis s'installe à Dar El bey, bâtiment affecté à la résidence officielle des gouverneurs de la province. Durant les premières années de son gouvernement, Constantine s'embellit, et se voit agrandie de plusieurs grandes constructions, dont son palais, commencé en 1828, et terminé en 1832.
En juin 1830, Ahmed Bey arrive à Alger avec le tribut annuel de sa province (lezma), et en même temps, a lieu l'expédition d'Alger dirigée par le général de Bourmont. Dans ses Mémoires, il indique :

« En 1830, je m'étais rendu à Alger pour accomplir la visite obligée (desnouch) que chaque bey rendait au pacha tous les trois ans. J'étais bey de Constantine depuis quatre ans, et c'était la deuxième fois que je m'acquittais de ce devoir. Je n'étais nullement préparé à combattre les Français. Le Dey Hussein m'avait pourtant fait connaître leurs projets, par une dépêche où il me mandait en même temps à n'avoir à m'occuper que de Bône, ne me manifestant aucune inquiétude ni pour sa capitale, ni pour lui-même. Je me présentai donc, comme en temps ordinaire, apportant la lezma. J'avais, comme escorte, environ 400 cavaliers, plutôt plus que moins. Les principaux chefs qui m'accompagnaient, étaient Ouled-Mokran, Ben-Mamelaoui-Agha, le cheik des Righas, le caïd Smala, El-Arbi-Caïd-Ben-Achour et le cheik Bou-Ghenan. Me présentant à Hussein, il me dit aussitôt : "Vous n'avez que le temps de vous porter à la rencontre des Français, qui vont débarquer à Sidi-Ferruch. Je connais le point où ils doivent débarquer ; je le connais, et par des lettres de leur pays, et par un écrit imprimé en France, que m'ont fait passer mes agents de Malte et de Gibraltar". Je sortis promptement d'Alger, et me portai sur le point où l'armée s'était rassemblée. L'on y tint un conseil, ayant pour objet les mesures à prendre pour la défense du pays. Ce conseil se composait des personnages suivants : l'agha Braham, beau-fils du dey ; le bey de Titteri, Mustapha; le khodja El-Kheid, le khalifa du bey de l'Ouest. Les conférences eurent lieu près de Sidi-Ferruch. »

Ahmed Bey, qui se trouvait sur le champ de bataille, propose à Hussein Dey une stratégie : laisser les troupes françaises débarquer sur les plages, et avancer à l’intérieur du pays, pour ensuite les prendre en tenaille entre les forces algériennes déployées à l’intérieur du pays, et celles qui s’infiltreraient à l’arrière des soldats français, afin de couper leurs liaisons avec les bateaux de débarquement. Cette stratégie vise à battre les troupes françaises débarquées sans possibilité pour les bateaux d’intervenir. Mais le dey d’Alger préfère s’en tenir aux avis de son gendre, l’Agha Ibrahim, et combattre sur les plages l’armée française, mieux équipée expérimentée, d’où une défaite cuisante en huit jours. Il s’ensuit, toujours dans ses Mémoires :

« Le débarquement des Français eut lieu ; et, après qu'ils eurent ainsi triomphé de notre résistance, nous résolûmes de les attendre dans la plaine de Staouëli, qu'on garnit de quelques canons. Le pacha avait fait distribuer des canons à tous ceux qui avaient des commandements dans l'armée, ou qui, comme moi, étaient venus de points éloignés. Ces canons furent pris par les Français, dans le combat livré à Staouëli. Le mien avait eu le même sort ; mais, ayant réuni mes cavaliers, je fus assez heureux pour le reprendre. Ce ne fut cependant pas sans faire de grandes pertes, car je perdis plus de deux cents hommes. Je n'en rendis pas moins grâce à Dieu, qui m'avait permis de conserver ce qui m'avait été confié par mon souverain. »

Les troupes françaises ayant triomphé de l'armée algérienne à la bataille de Staoueli, se portent sur le Bordj Mouley Hassan (le fort l'Empereur), qu'elles attaquent. Une capitulation est alors signée entre le dey et le général Bourmont, et, le lendemain, les Français entrent dans Alger.
Ahmed Bey, à l'attaque du fort, est à l'Ouled el kélaï ; il s'avance ensuite jusqu'à Aïn Rebat, il est toujours accompagné des siens, auxquels sont venus se joindre tous les fuyards de la ville, au nombre de 1 500 à 1 600. Le lendemain de l'entrée des Français dans la ville, Ahmed campe au pont d'El-Kantara, de l'autre côté de la rivière. Le lendemain, au matin, il se dirige vers le Khamis, et, le soir, il campe au Fondouk (Sel-Fenadek).
Après la chute d'Alger (1830) et le départ du dey Hussein, Ahmed Bey prend le titre de Pacha.
Le lendemain, Ahmed poursuit sa marche vers l'Est, en se portant sur les Ouled Zetoun, où il reçoit une dépêche du général Bourmont, qui l'engage a venir demander l'aman : il y répond en continuant sa marche. Il s'approche de Constantine lorsqu'on vint lui annoncer que, pendant son absence, un autre bey avait été proclamé à sa place : il s'en défit facilement, aidé, par son officier, Ali ben Aïssa.
Dès son retour à Constantine, en 1831, Ahmed Bey et sa communauté se considèrent en guerre sainte (djihad) contre les Français.

### Modernisation de l'armée et résistance
Il réorganise l'armée sur le modèle égyptien d'abord, il détruit le corps de janissaires, avec l'aide de tous les habitants de la province, puis se concentre sur une force permanente de 2 000 zouaoua (Kabyles) à pied, et 1 500 cavaliers arabes. Il crée divers ministères, et place à la tête du principal d'entre eux, Moustapha Saheb Ettabaa. Il s'attache en même temps à se concilier l'amitié de ses oncles maternels dont l'influence dans le Sahara peut lui apporter du soutien en cas d'attaque française.
En 1832, il confie à son lieutenant, Ali ben Aïssa, le soin de soumettre la population de Bône, dont les habitants repoussent l'autorité du bey, et sollicitent la protection de la France.
En 1835, le choléra, qui vient d'affliger Alger, se porte sur Constantine, où il règne avec force pendant 17 jours. Ahmed en est atteint lui-même. Il raconte, dans ses Mémoires, comme témoignant de l'intensité de l'épidémie.

### Premier siège de Constantine

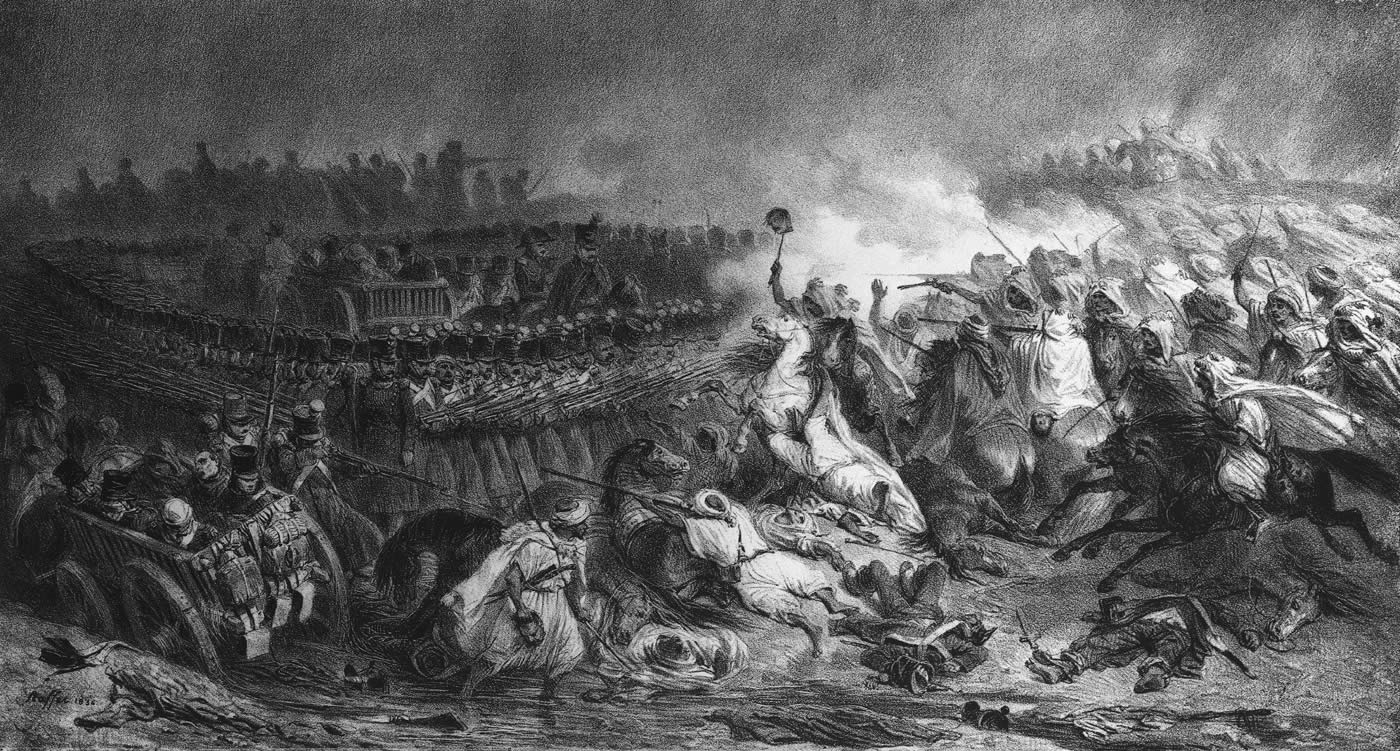
Retraite de l'armée française à Constantine, en novembre 1836.

En 1836, l’armée française, composée de 8 800 hommes, commandée par le Maréchal Clauzel, gouverneur général de l’Algérie, secondé par l’un des fils du roi de France, le Duc de Nemours, quitte Bône le 8 novembre 1836, pour se présenter devant Constantine le 21 dans l’après-midi. L’armée constantinoise, composée de deux corps distincts, l’un assurant la défense en ville (2 400 hommes dirigés par Ali ben Aïssa et Mohamed Belebdjaoui), l’autre battant la campagne sous la barrière d'Ahmed Bey (5 000 cavaliers et 1 500 fantassins), laisse venir à elle l’ennemi, pour l’enfermer entre l’attaque et la défense. La stratégie constantinoise s’avère payante, et l’armée française, contrairement à ses espérances, doit livrer bataille et essuyer une lourde défaite qui a un profond retentissement tant en France, qu’au niveau international.

### Poursuite de la lutte

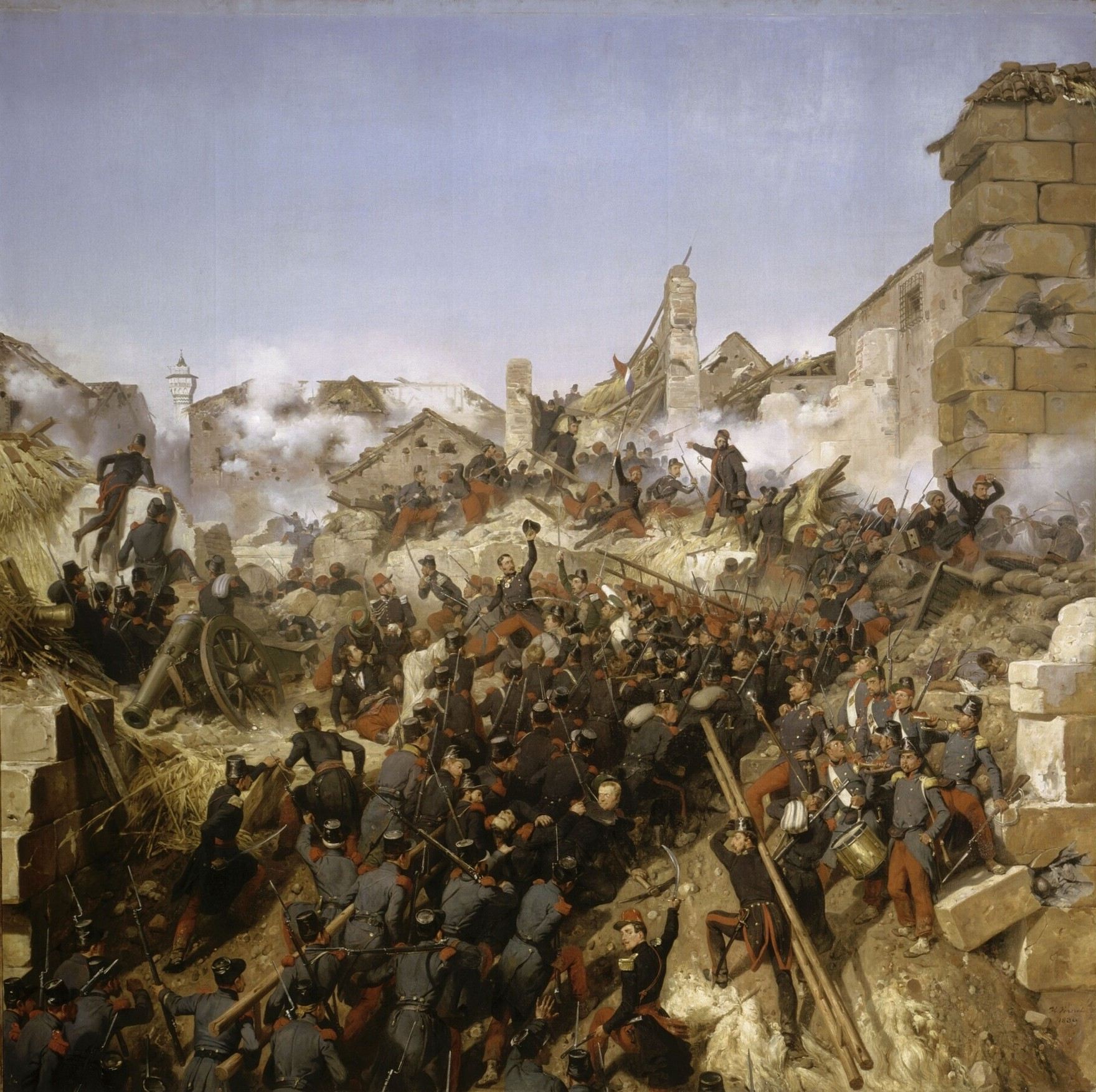
La prise de Constantine. 13 octobre 1837, par Horace Vernet.

En 1837, fort de son premier succès, Hadj Ahmed Bey adopte la même stratégie pour affronter l’ennemi dans sa nouvelle tentative. Le général Damrémont, nouveau gouverneur général de l’Algérie, tirant les leçons de la précédente bataille, met au point un nouveau plan pour assiéger Constantine. Cette nouvelle stratégie, et les erreurs et contradictions du commandement constantinois permet aux troupes françaises d’entrer en ville le 13 octobre 1837.
Depuis deux jours déjà, Constantine est au pouvoir de la France, qu'Ahmed est encore dans ses environs. Le troisième, après avoir rallié tous les siens, il se dirige dans le sud, d'après les conseils que lui en avait donnés son plus proche parent, Bou-Aziz-Ben-Gannah. Ahmed est à El Asnam lorsqu'il reçoit, du général Valée, une dépêche par laquelle il l'invite à venir demander l'aman. Trois jours après cette dépêche, il en reçoit une nouvelle, qu'il laisse sans réponse, comme la première. Il continue sa marche pour se rendre à Bouacif, aux confins du Tell. Dans cette marche il est arrêté par Ferraht-Ben-Saïd, qui s'est engagé a le capturer, et à le livrer à la France. Un combat s'engage entre ces deux chefs : Ferraht y perd environ 300 hommes, et s'enfuit ensuite à Souf, au-delà des Zibans.
Il écrit au sultan ottoman Mahmoud II, qui, depuis longtemps, lui faisait espérer des secours pour pouvoir se maintenir dans son indépendance contre la France.
Bou-Aziz accompagne Ahmed depuis son départ de Constantine : ils se séparent à Bouacif, après quelques différends survenus entre eux. Ahmed passe alors chez les Haraktas, où il reste deux mois.
En 1839, l'armée française franchit les portes de fer, sous le commandement du duc d'Orléans. Cette même année, une colonne, partie de Constantine, s'approche du camp d'Ahmed ; et il reçoit une dépêche qui devait être suivie d'une attaque, s'il n'y faisait pas une réponse dans le sens désiré : il lève aussitôt son camp, et se porte vers le Dhir, où il passe l'hiver.

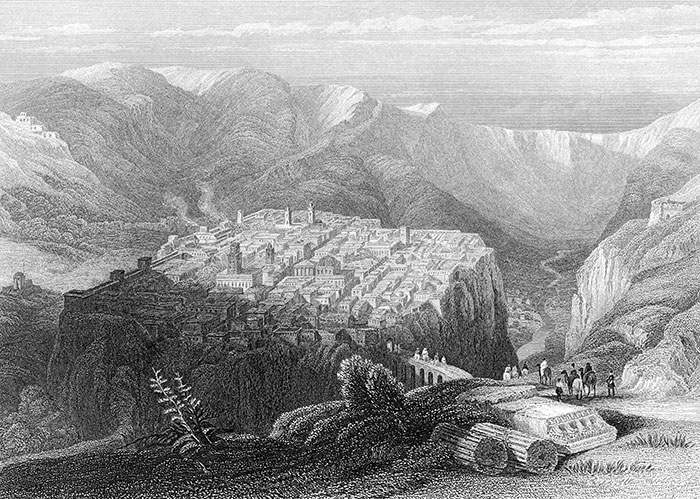
Gravure de Constantine en 1840.

Au printemps une nouvelle colonne marche sur les Haraktas, probablement à cause de leurs relations avec Ahmed. Ceux-ci, aussitôt, appellent Ahmed à leur secours : il s'y rend. Après quoi, Ahmed rentre dans le Dhir, ou il fixe sa demeure. Il y est depuis 2 ans lorsqu'il passe chez les Hanenchas, où il ne séjourne que deux mois. Il se porte alors dans les Aurès, avec l'intention d'y réunir sa famille, ainsi que tous les objets qu'il y avait fait passer après la perte de sa capitale.
Après un an de séjour dans l'Aurès, Ahmed en sort avec les Ouled Djerradj, qui sont venus lui demander de se rendre avec eux dans le Hodna. Toutefois, avant d'obtempérer à leur demande, il se porte avec eux contre Ahmed bel Hadj, officier de l'émir Abdelkader, qui occupe Biskra. Un combat s'est engagé entre ces deux chefs, le dernier perdit 40 hommes et 30 fusils, et se renferma d'y rester longtemps aussitôt dans la ville, où Ahmed ne peut pénétrer.
Celui-ci prend alors la route de l'Hodna, avec les Ouled Djerradj, et s'y établit, dans l'intention d'y rester longtemps. Mais il n'est plus dans la destinée du bey déchu de pouvoir compter encore sur quelques jours de repos. Et, en effet, informé bientôt après, par le cheikh des Righa, qu'une colonne française, sortie de Sétif, marche sur lui, il part pour se rendre auprès de ce même chef, afin de se concerter avec lui sur la défense. Chemin faisant, une rencontre a lieu entre son goum et la colonne : le goum perd 6 hommes et 9 chevaux, et Ahmed ne va pas plus loin. Il rentre alors dans l'Hodna, où il séjourne encore quatre mois. Après quoi, il se rend chez les Ouled Soltane, avec lesquels il vécut pendant un an et demi. Une colonne, partie de Sétif, s'est portée contre ces montagnards, Ahmed les rassemble pour marcher sur la colonne, mais il ne peut que les accompagner de ses vœux, retenu, bientôt après, par une maladie grave.
Les Ouled Soltane ayant rencontré la colonne, les français se battent pendant deux jours, mais sans aucun résultat, ni d'un côté, ni de l'autre. 8 jours après, la même colonne réapparait sur le même point, et ils se battent de nouveau. Aucun résultat définitif n'eut encore lieu cette fois. Le duc d'Aumale, alors commandant supérieur de la province, vient d'accomplir son expédition des Ziban (1844). Après quelques jours de repos, à Constantine, il marche sur Ahmed, avec les Tellia et toutes les tribus nomades. Les forces d'Ahmed se composent seulement de 700 hommes, tant cavaliers que fantassins et des Ouled Soltane, tribu assez nombreuse. Les deux colonnes en viennent aux mains, et le combat dure deux jours et une nuit. Ahmed est des plus vifs. Voici, du reste, ce qu'il dit lui-même, dans ses Mémoires :
« Nous combattions pendant deux jours avec une ardeur et un acharnement tel, que je puis dire que c’est le combat le plus sanglant auquel j’ai assisté. Dieu m’est témoin que depuis mon enfance j’ai entendu la poudre parler bien des fois ».
Ce combat est promptement suivi de deux autres, car tous trois ont lieu dans le court espace de 15 jours, et tous trois aussi le mercredi, ce que Ahmed fait remarquer dans ses Mémoires. Au dernier combat, Ahmed est dangereusement malade, de sorte qu'il ne peut y prendre une part personnelle. Il est alors gisant dans un bois, d'où il entendait les coups de feu des combattants.
La nuit venue, il est emporté sur les épaules des siens, et il passe alors si près des colonnes françaises, qu'il en voit les sentinelles. Il voyage ainsi toute la nuit, jusqu'à El-Bir, où il compte s'arrêter : il ne le peut pas, étant suivi, dans sa marche, par une colonne française. Il se dirige alors sur le mont Metlili, où il passe un jour et une nuit. Son état ne s'est pas amélioré. Cependant, il faut qu'il continue sa marche ; il est transporté alors à El Daya, où il ne réalise qu'un court séjour. De là, il se porte chez les Béni Ferradj, où il passe la nuit. Les Béni Ferradj ont un village : Ahmed s'y rend le lendemain et y reste plusieurs jours. Il part ensuite pour El Mana, où il se fixe, après avoir passé quelque temps dans ta maison d'Ibn el Abbas, son ami. Dans son dernier combat avec la colonne française, Ahmed a tout perdu, de sorte qu'il a le plus grand besoin de s'arrêter pour se refaire, et de toutes les manières. Ahmed est à El Mana depuis un an, lorsque les Ouled Abdi viennent l'y chercher, pour le prier de se porter, avec eux, contre une colonne qui marche sur leur tribu : il se met à leur tête, et marche à la rencontre de la colonne. Les deux partis s'étant rencontrés, la lutte s'engage, mais, à peine était-elle commencée, que les Ouled Abdi lâchent pied. Ahmed s'en revient tout seul, avec son goum, à El Mana. Toutefois, ne se croyant plus en sûreté dans cette contrée, il l'a quitte bientôt après. Il se fixe alors sur le djebel Ammor Kaddou.

### Reddition
Environ deux ans se sont écoulés depuis qu'Ahmed est dans le djebel Ahmar Khadou, lorsqu'il reçoit du commandant supérieur de Biskra, Marcel de Saint-Germain, une dépêche par laquelle cet officier supérieur lui mande qu'il serait temps de faire cesser la longue hostilité qui existait entre lui et la France. Cette dépêche est bien accueillie, et ne tarde pas à être suivie de plusieurs autres. Après quoi, une nouvelle correspondance s'engage entre Ahmed et le Commandant supérieur du cercle de Batna, auquel rassortissait le commandement de Marcel de Saint-Germain.
Ahmed meurt le 30 août 1851 dans sa 65e année. Selon ses désirs, il est inhumé à Alger au marabout de Sidi Abderrahman et-Thaâlibi, près de la porte Bab El Oued. Son mausolée en marbre est surmonté d'un turban.

## Famille

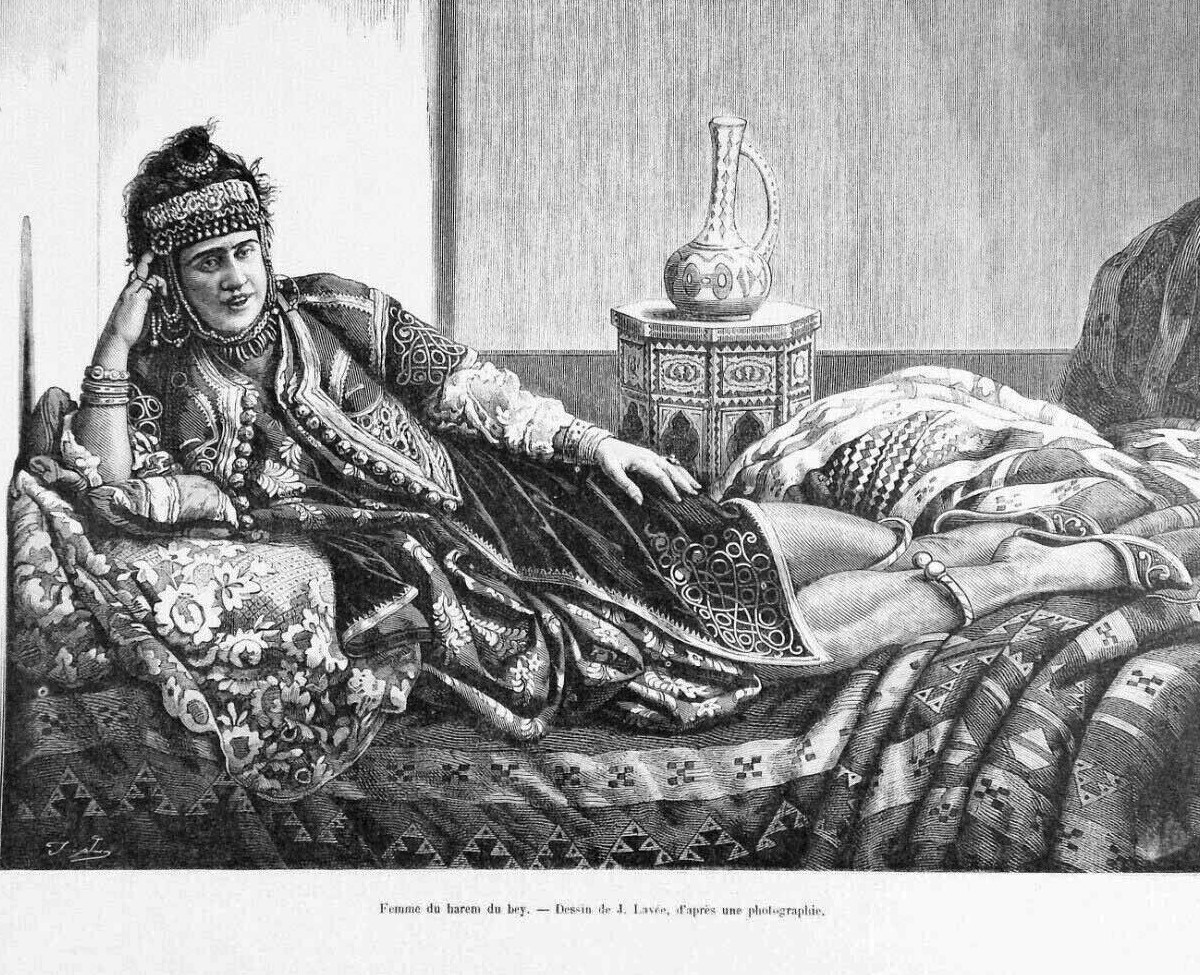
Femme du harem du bey- Gravure 19e

Hadj Ahmed Bey a eu deux filles et un fils, Mohammed Chérif, mort en 1832 âgé de 5 ans. Ses six épouses sont toutes filles de Cheikhs des Ayar, des Jlass, des Drid et des Hanachia influents de la région :
- une fille de la tribu de Gerfa vers Tébessa.
- une fille descendante du sud.
- Aichouche des ouled Abdeslam, du clan des Amokrane de la Qalaa[20]
- une fille descendante d'un pacha d'Alger, allié de Constantine.
- une fille El-Hanachia, apparentée aux Drid.
- une femme de sa tribu, qui meurt deux mois après son mariage (sans enfant).
- un fils Youssef Ben Hafiz Khodja , avec Mouni Ben Rekaib .

## Ahmed Bey dans la littérature

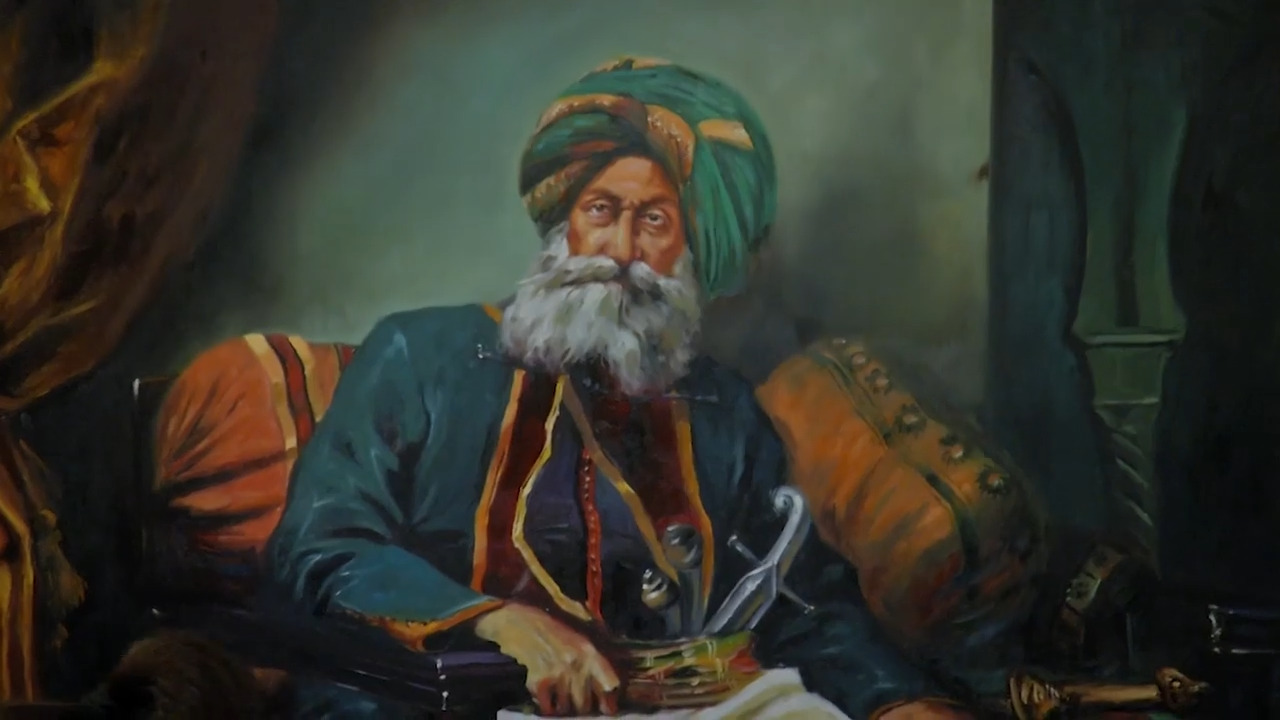
Toile représentant Ahmed Bey exposé au Musée central de l'Armée à Alger.

A Alger, au pied de Sidi Abd-er-Rahman, Maupassant décrit la tombe « du célèbre Ahmed, bey de Constantine qui fit dévorer par des chiens le ventre des prisonniers français »